# Sitamadji Allarassem
Sitamadji Allarassem (* 24. Dezember 1988 in N’Djamena; † 4. Dezember 2014 in Sarh) war ein tschadischer Fußballspieler, auf der Position des Rechtsverteidigers. Er war zuletzt für den Hauptstadtklub Tourbillon FC und in der Tschadische Fußballnationalmannschaft aktiv.

## Karriere

### Verein
Allarassem begann seine Profikarriere 2003 in der Tschad Premier League im Kader des Vereins Tourbillon FC. In seiner ersten Saison wurde er tschadischer Vizemeister, da das Endspiel um die Meisterschaft mit 2:0 gegen Stadtrivale Renaissance FC verloren ging. Im Wettbewerb des CAF Confederation Cup 2006, scheiterte er mit seinen Team bereits in der Vorrunde am kongolesischen Gegner Diables Noirs aus Brazzaville. Seine ersten Titel feierte er 2008, an der Seite von Hilaire Kédigui und Torjäger Karl Max Barthélémy gewann Allarassem das Double aus Nationalen Pokal und Supercup. Von der Qualifikation zur CAF Confederation Cup 2008, wurde das Team jedoch aufgrund finanzieller Schwierigkeiten vom afrikanischen Verband (CAF) ausgeschlossen. 2009 scheiterte er mit dem Verein in der ersten Runde, durch ein 3:5 nach Hin- und Rückspiel, an der kamerunischen Mannschaft von Union Douala. Ein Jahr später gewann er seine einzige tschadische Meisterschaft. In der ersten Qualifikationsrunde der CAF Champions League 2011 scheiterte er mit seinen Verein am marokkanischen Gegner Raja Casablanca mit 1:10. Bis zu seinen frühen Tod im Dezember 2014 mit nicht einmal 26 Jahren konnte er keine weiteren Titel gewinnen. Sein Spitzname war „Zambrotta“, in Anlehnung an den italienischen Verteidiger Gianluca Zambrotta.

### Nationalmannschaft
Sein Debüt für die Tschadische Fußballnationalmannschaft gab Allarassem am 8. Oktober 2006, im Rahmen der Qualifikation zum Afrika-Cup 2008 gegen die Auswahl der Republik Kongo. Er nahm an Qualifikationsspielen zur Fußball-Weltmeisterschaft 2010 und der Afrikameisterschaft (2008, 2012) teil, konnte jedoch keine nennenswerten Erfolge erzielen. Er war Teilnehmer des CEMAC Cup in den Jahren 2007 und 2010. Hier erreichte er 2007 an der Seite von Ahmed Medego, Ndakom Ndeidoum und Torjäger Ezechiel N’Douassel den dritten Platz. 2010 verlor er das Spiel um Platz drei gegen die Auswahl der Zentralafrikanischen Republik. Sein letztes Spiel im Trikot der Nationalmannschaft absolvierte Allarassem, am 9. Oktober 2010 im Rahmen der Qualifikation zum Afrika-Cup 2012 gegen die Mannschaft aus Malawi.

### Erfolge
Verein
- Tschadischer Meister: 2010
- Tschadischer Pokalsieger: 2008
- Tschadischer Supercup: 2008